# Heura de Virgínia
L'heura de Virgínia (Parthenocissus quinquefolia), és una planta amb flors enfiladissa de la família de les vitàcies nativa del sud i de l'est d'Amèrica del Nord.
Addicionalment pot rebre els noms de parra verge, parra verge de cinc fulles, parreta verge, parrissa i vinya verge.

## Descripció
És una planta enfiladissa caducifòlia, amb discos adhesius als circells per fixar-se. Les seves fulles són verdes, palmatilobades o palmaticompostes, compostes per cinc folíols (rarament tres folíols, particularment en les plantes més joves, i de vegades set) units en el punt central de la fulla, oscil·len entre 3 i 20 cm d'ample. Els folíols tenen la vora dentada. Les flors són petites i verdoses, tenen 5 pètals i es troben disposades en inflorescències en panícules oposades a les fulles o terminals. El fruit és una baia de blava a negra, que resten a la planta un cop cauen les fulles.

## Usos
S'utilitza com a planta ornamental recobrint parets i tanques, sovint pel color vermell de les seves fulles a la tardor.

## Galeria

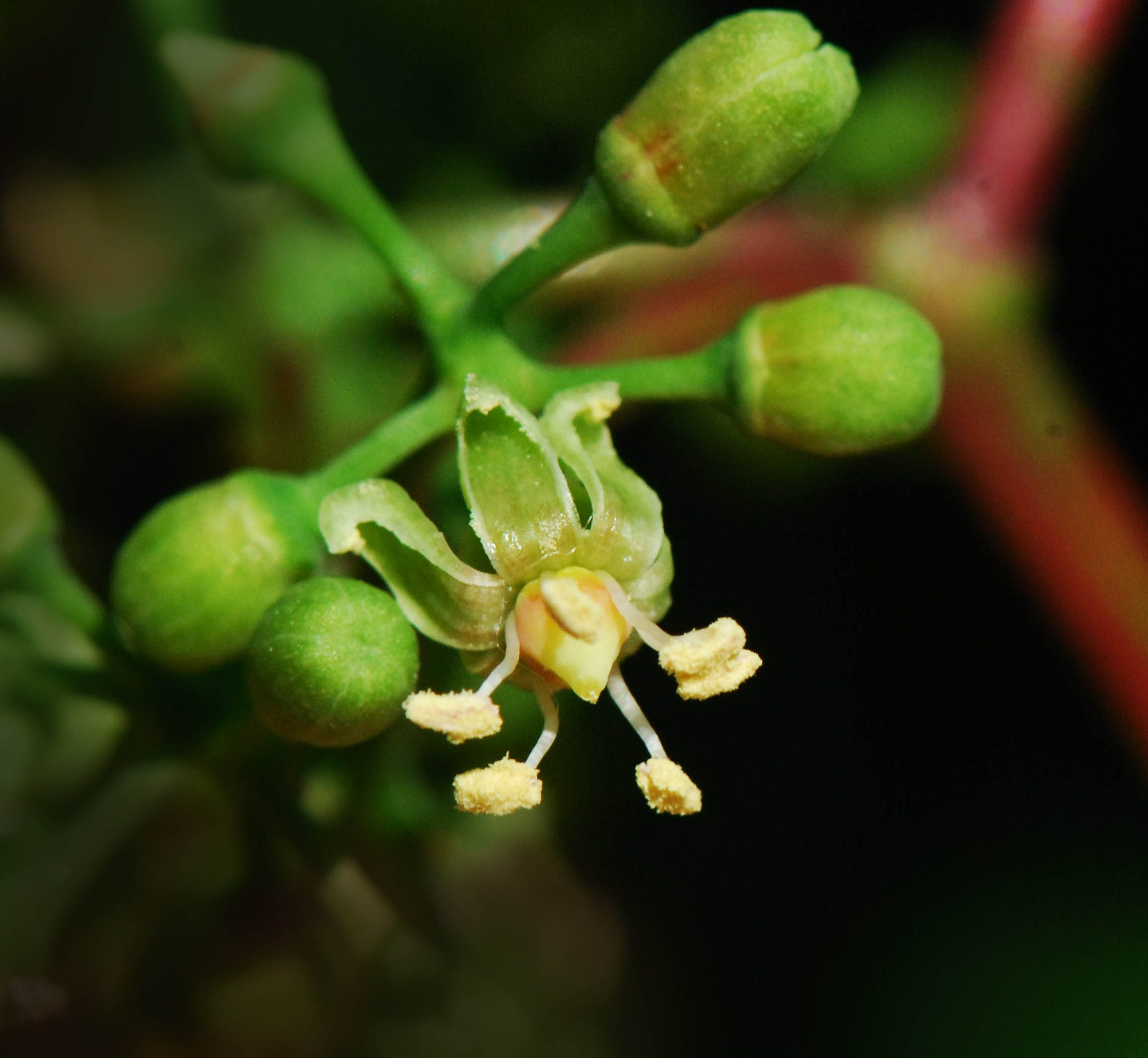
Flor
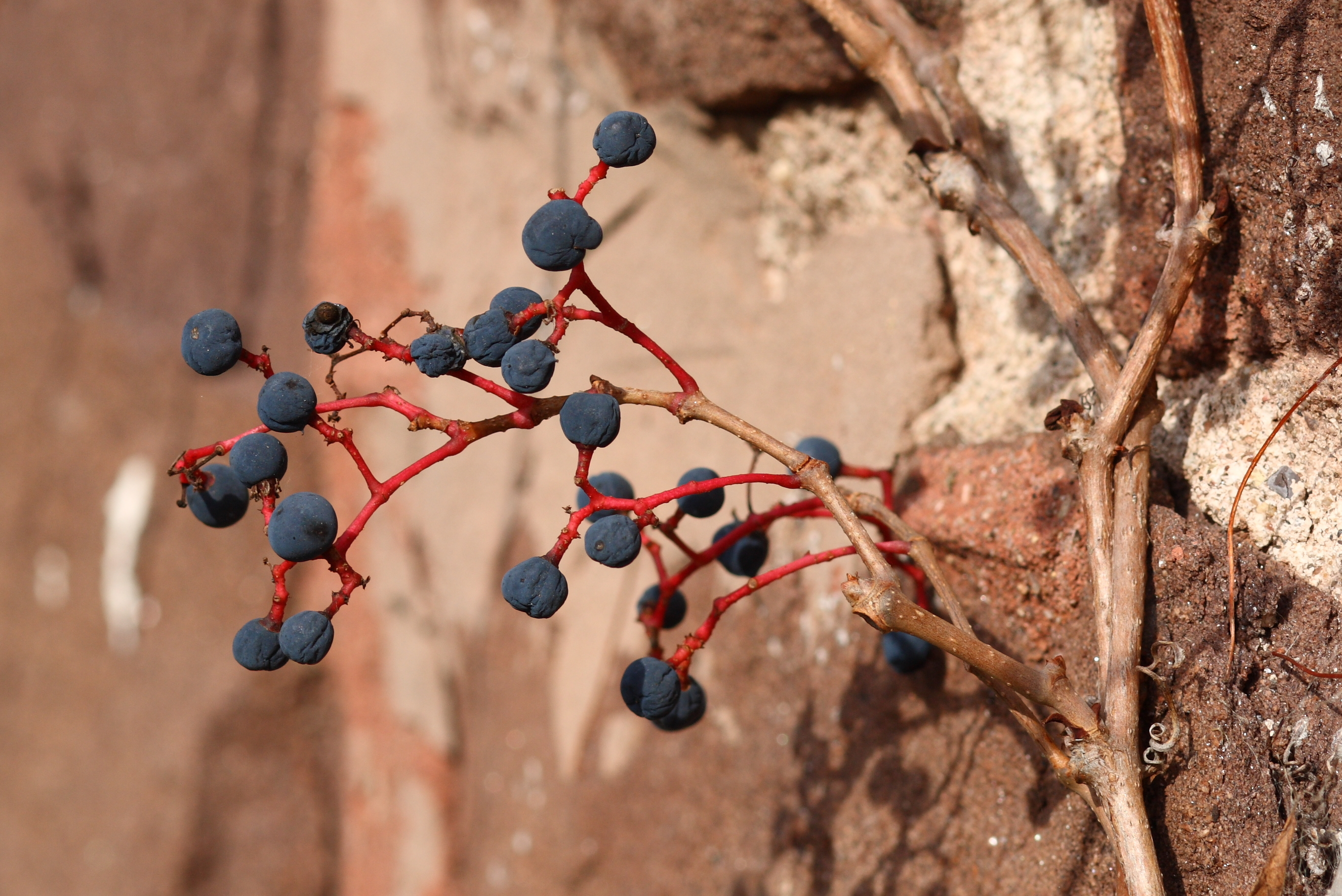
Fuits després de la caiguda de les fulles
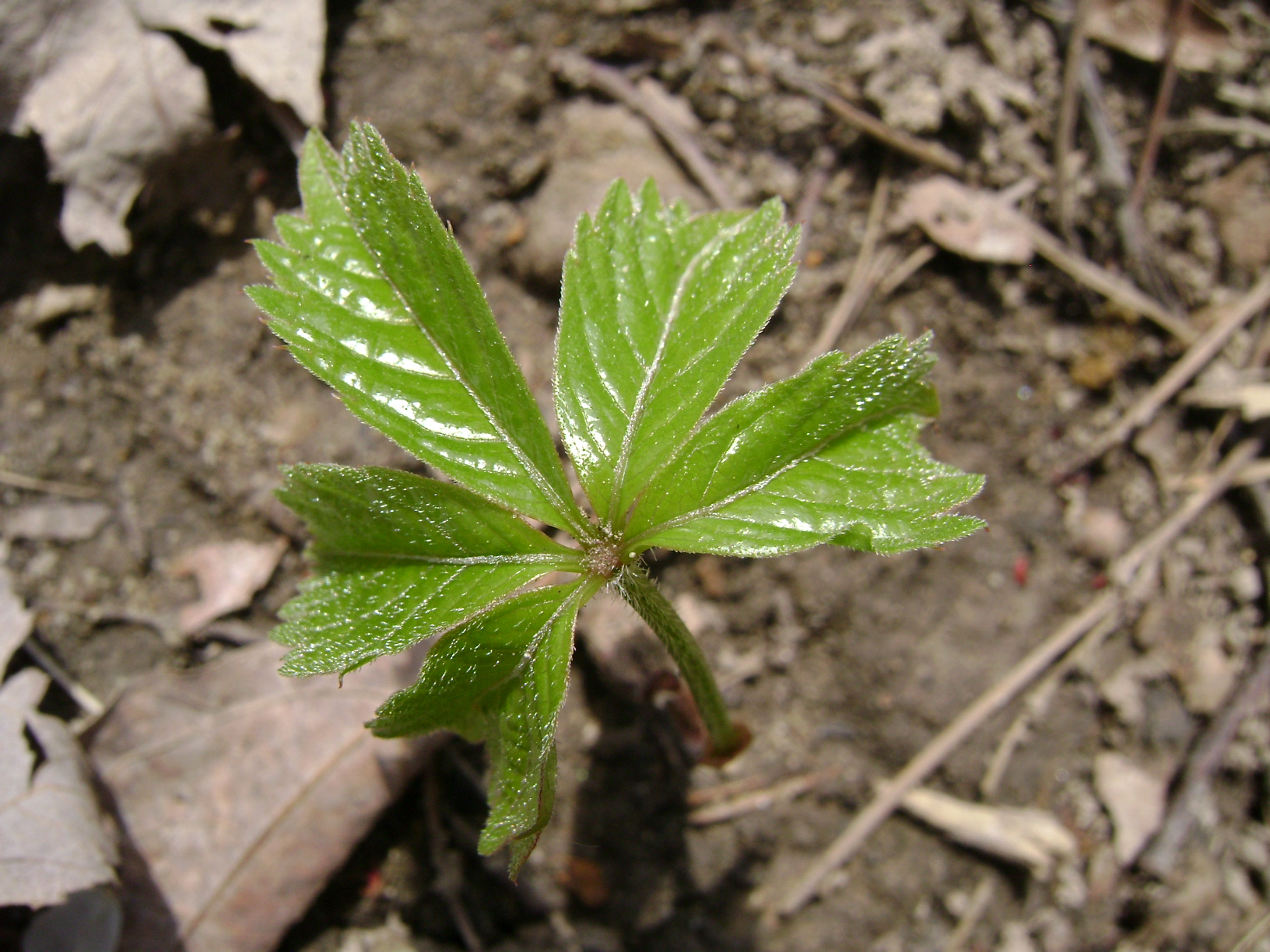
Fulla jove
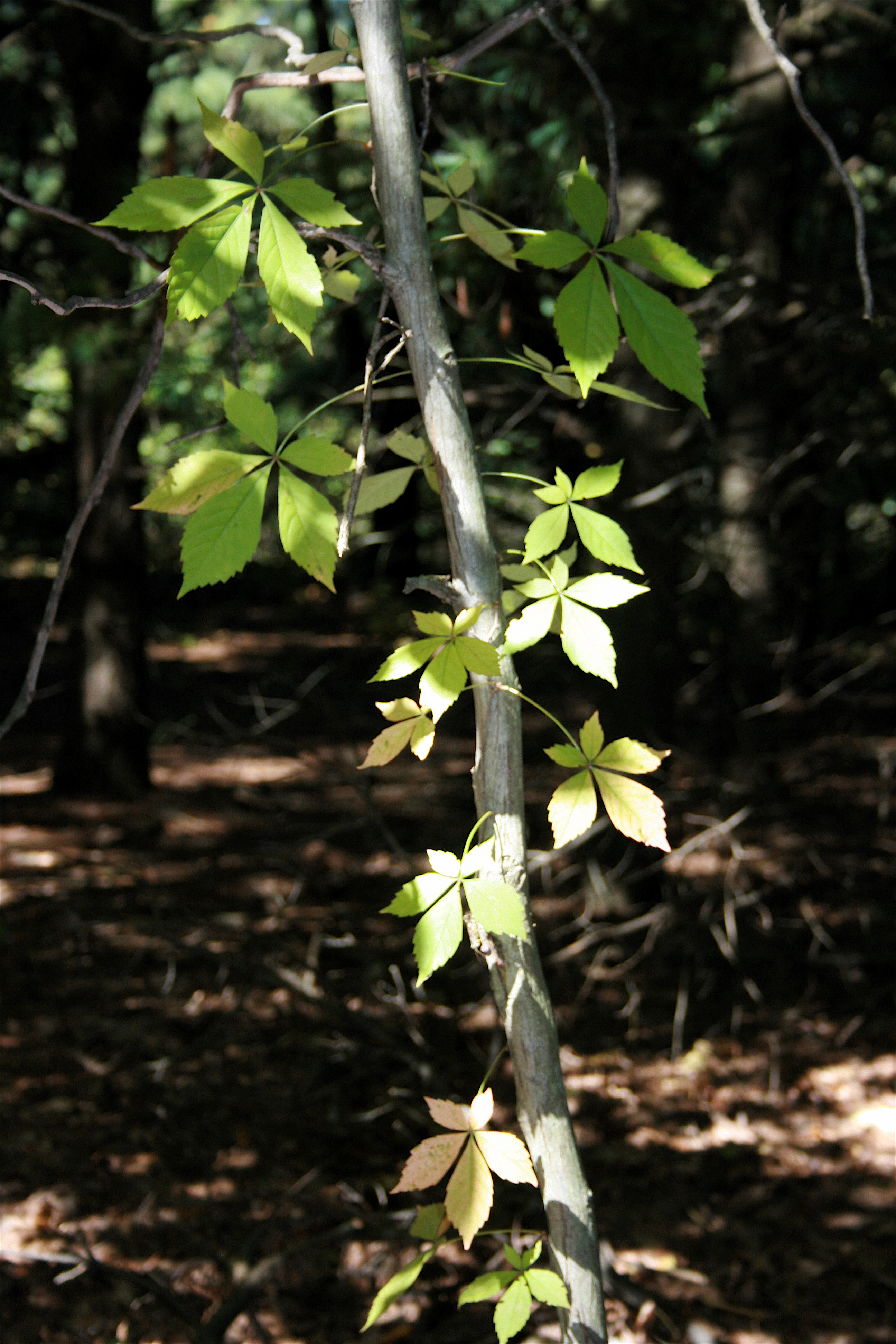
Tija gruixuda
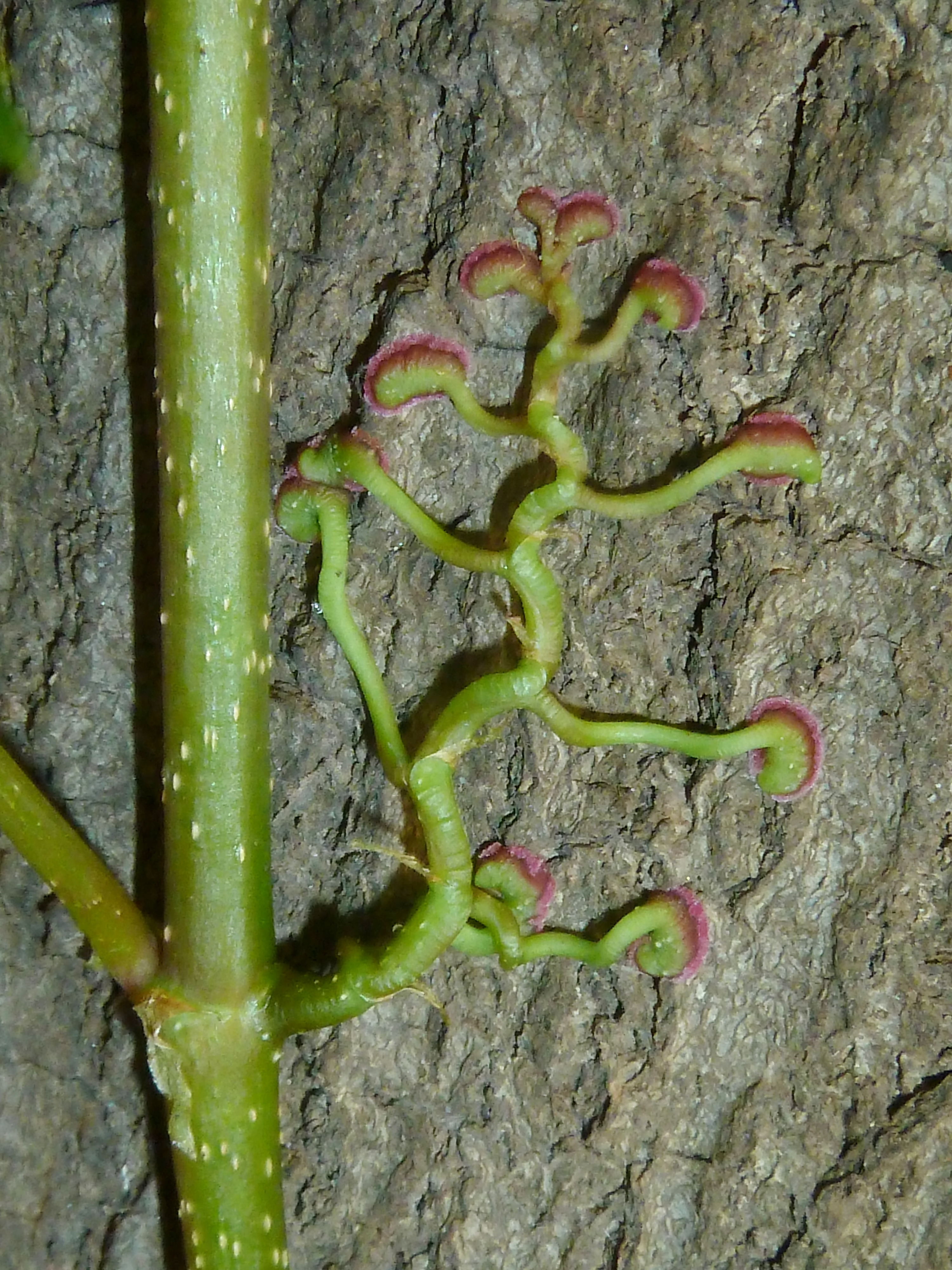
Circells enganxats a una paret
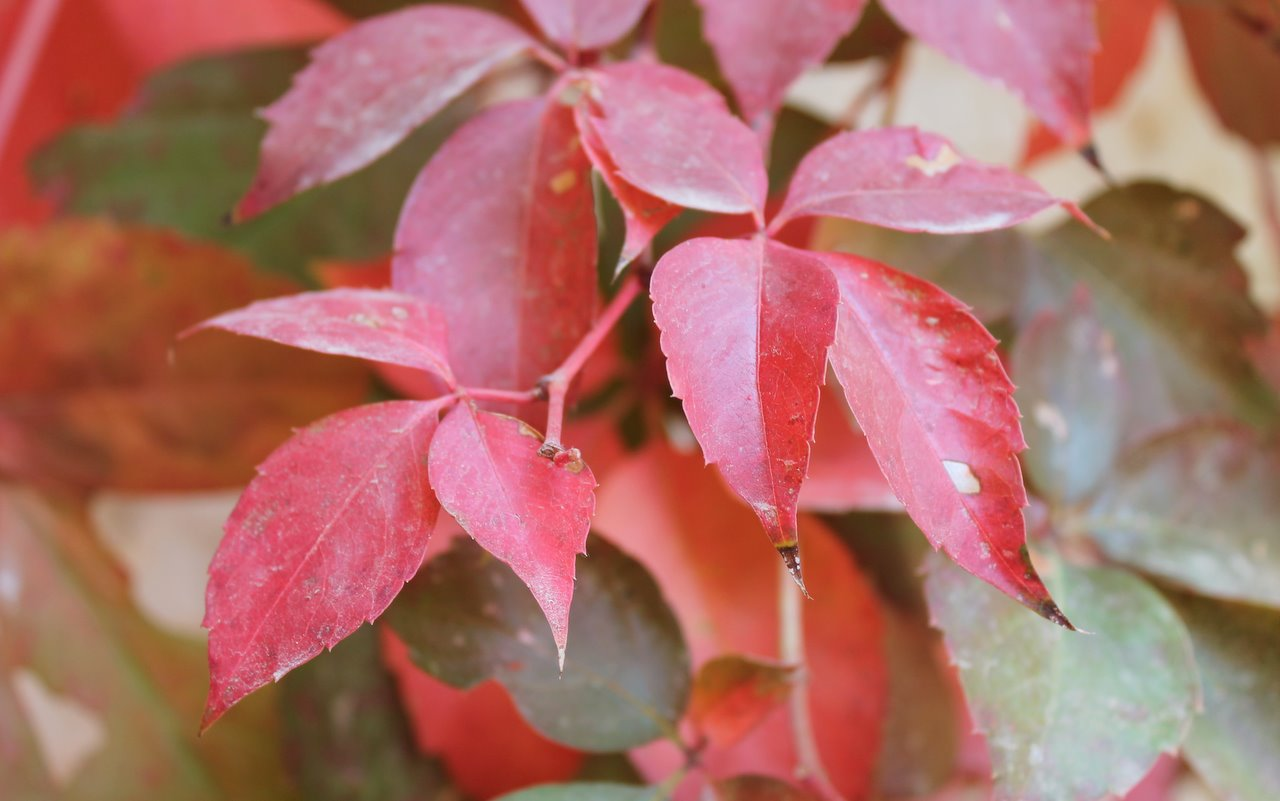
Fulles a la tardor
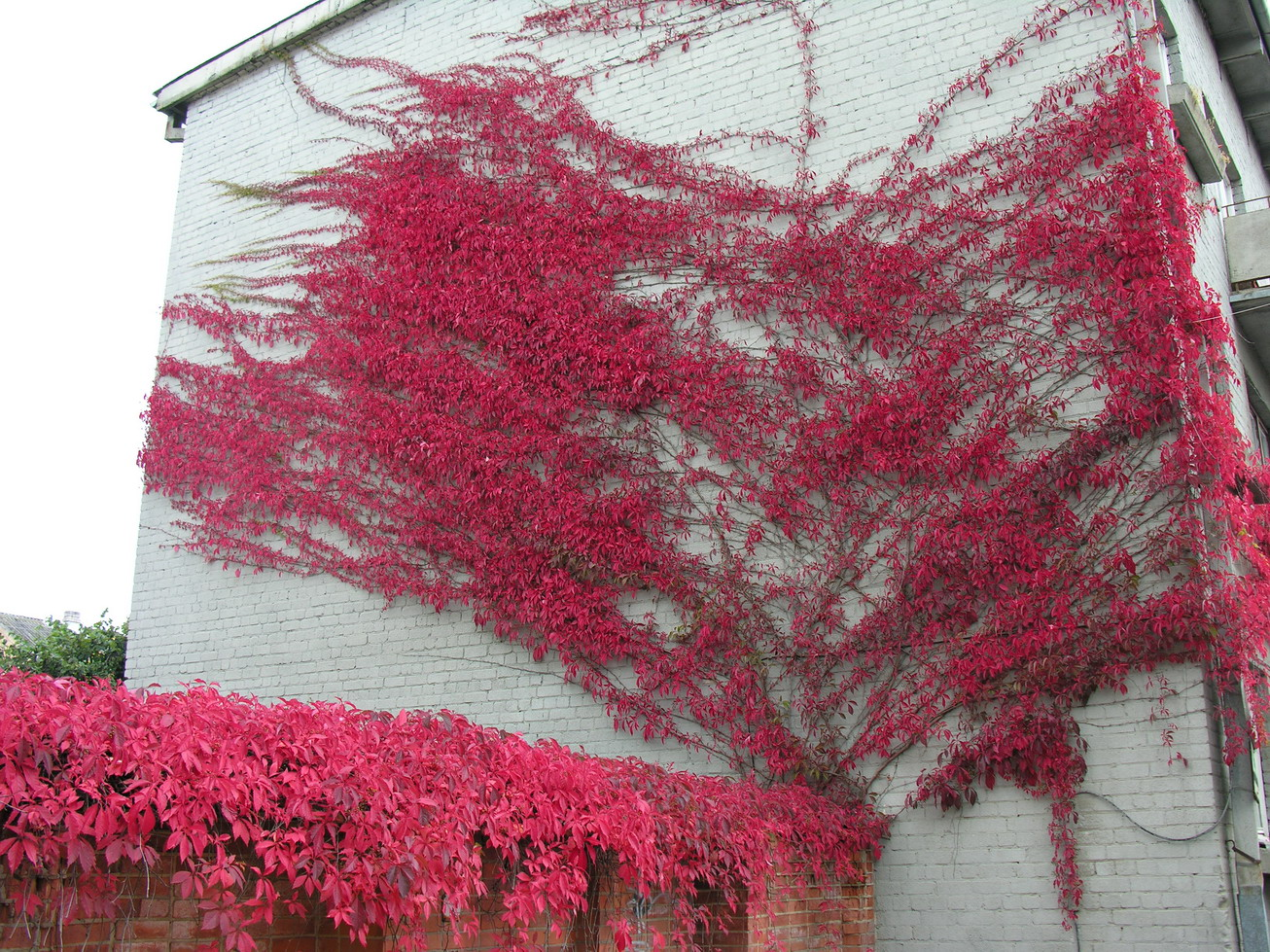
Cobrint una tanca i una paret